# Albuca crudenii
Albuca crudenii är en sparrisväxtart som beskrevs av Eily Edith Agnes Archibald. Albuca crudenii ingår i släktet Albuca och familjen sparrisväxter. Inga underarter finns listade i Catalogue of Life.